# Nauruz Temrezov
Nauruz Temrezov (Temirezlany) (* 6. ledna 1981 Karačajevsk) je bývalý ruský zápasník–volnostylař karačajské národnosti, který od roku 2007 reprezentoval Ázerbájdžán.

## Sportovní kariéra
Zápasení se věnoval od útlého dětství společně s dvěma mladšími bratry Tochtarem a Kurmanem. Od 14 let se připravoval na střední sportovní škole v Karačajevsku pod vedením Alchaze Čotčajeva. V ruské volnostylařské reprezentaci se na pozici reprezentační jedničky ve váze do 84 kg neprosazoval, proto v roce 2007 přijal nabídku reprezentovat Ázerbájdžán. V roce 2008 se prvním místem na dubnové světové olympijské kvalifikaci v Martigny kvalifikoval na olympijské hry v Pekingu. Do Pekingu přijel výborně připraven, prohrál však ve čtvrtfinále s úřadujícím mistrem světa a Evropy Giorgi Ketojevem z Ruska těsně 1:2 na sety. Od roku 2010 dostával v ázerbájdžánské reprezentaci prostor jeho rival z Dagestánu Šarif Šarifov. Sportovní kariéru ukončil v roce 2013. Věnuje se politické a funkcionářské práci v rodném Karačajevsku.

## Výsledky
| Turnaj             | Rusko | Rusko | Ázerbájdžán | Ázerbájdžán | Ázerbájdžán | Ázerbájdžán | Ázerbájdžán | Ázerbájdžán |
| Turnaj             | 2005  | 2006  | 2007        | 2008        | 2009        | 2010        | 2011        | 2012        |
| Turnaj             | 24    | 25    | 26          | 27          | 28          | 29          | 30          | 31          |
| Turnaj             | -84   | -84   | -84         | -84         | -84         | -84         | -84         | -96         |
| ------------------ | ----- | ----- | ----------- | ----------- | ----------- | ----------- | ----------- | ----------- |
| Olympijské hry     |       |       |             | 7.          |             |             |             | —           |
| Mistrovství světa  | —     | —     | úč.         |             | —           | úč.         | —           |             |
| Mistrovství Evropy | 3.    | —     | —           | 3.          | 3.          | —           | —           | 5.          |